# Гробельський Іван Михайлович
Іва́н Миха́йлович Гробе́льський; (18 січня 1859, м. Порохник, Перемиський округ, Королівство Галичини та Володимирії, Австрійська монархія — 16 квітня 1926, м. Львів) — греко-католицький священик, професор семінарії, кустош капітули Станиславівської єпархії, посол до австрійського райхсрату.

## Короткий життєпис
Народився в родині кушніра Михайла Гробельського в м. Порохник (тепер Ярославський повіт Підкарпатського воєводства).
Закінчив початкову школу в Порохнику, гімназію в Перемишлі, Віденський університет. Висвячений на священика у 1882 році. В 1883 отримав звання доктора теології (Відень).
1883 р. — префект навчання в семінарії у Львові; 1886 р. — професор пастирського богослов'я в Перемишльській греко-католицькій семінарії та єпископський секретар у Перемишлі; 1893 р. — канонік, 19.12.1908 — 16.04.1926 р. — кустош капітули Станиславівської єпархії.
Помер 16 квітня 1926 р. у Львівській загальній лікарні.

## Громадська діяльність
У 1886—1914 рр. був членом наглядової ради Товариства взаємних обезпечень «Дністер». Почесний член товариства «Просвіта».
Посол IX каденції австрійського Райхсрату (1897—1898) від округу № 15 Коломия—Печеніжин—Гвіздець—Надвірна—Делятин—Богородчани—Солотвина—Косів—Кути—Жаб'є—Снятин—Заболотів—Городенка—Обертин. У Райхсраті 17.1.1872 увійшов до Слов'янсько-християнської національної асоціації. 30 липня 1898 р. після закінчення сесії подав у відставку за станом здоров'я.